# Stade olympique de Maysan
Le Stade olympique de Maysan (en arabe : ملعب ميسان الأولمبي) est un stade omnisports situé à Al-Amara, dans la province de Maysan, en Irak. Il a une capacité de 25 000 spectateurs et accueille les rencontres à domicile du Naft Maysan.

## Rénovation
Des plans ont été élaborés pour rénover le stade après 2003, mais les premiers travaux effectifs n'ont commencé qu'en 2011. Le projet comprenait la réhabilitation de l'espace VIP, du terrain, l'installation de 25 000 sièges, une nouvelle piste d'athlétisme, le remplacement de la toiture du stade et d'autres aménagements dans le périmètre du complexe sportif.
En raison de contraintes financières, les travaux de rénovation se sont rapidement interrompus. En 2016, les travaux ont repris mais il a été décidé d'annuler l'aménagement du toit. Le 26 juillet 2017, le stade a été officiellement inauguré et accueille depuis les diverses manifestations sportives de la région ainsi que les matches à domicile du Naft Maysan en Championnat d'Irak de football.